# Theodor Lohrmann
Theodor Lohrmann (Heidelberg, 7 settembre 1898 – 2 settembre 1971) è stato un calciatore tedesco, di ruolo portiere.

## Palmarès

### Giocatore

#### Competizioni nazionali
- Campionato austriaco: 2

Austria Vienna: 1923-1924, 1925-1926
- Coppa d'Austria: 3

Austria Vienna: 1923-1924, 1924-1925, 1925-1926